# Tournefortia virgata
Tournefortia virgata là loài thực vật có hoa trong họ Mồ hôi. Loài này được Ruiz & Pav. miêu tả khoa học đầu tiên năm 1799.